# Спенсер, Шарлотта
Шарло́тта Спе́нсер (англ. Charlotte Spencer, род. 26 сентября 1991, Харлоу, Эссекс) — английская актриса. Наиболее известна по роли Шарлотты Эпплби в телесериале «Живые и мёртвые» .

## Ранняя жизнь
Спенсер родилась в Харлоу, графство Эссекс. В возрасте 11 лет её родители отправили Спенсер в актёрскую школу в Лондоне. Родители Шарлотты перезаложили дом, чтобы поддержать актёрскую карьеру дочери.

## Карьера
Прорывом Спенсер стала роль в мюзикле Мэри Поппинс. Также она играла в сериале BBC «Каменное Устье», который основан на одноимённой книге. За сериал «Клей» она была номинирована на BAFTA Scotland за лучшую второстепенную роль в 2015 году. В том же году Deadline.com объявил о том, что Спенсер получила роль в «Большом отряде». В 2015 году она была номинирована на BAFTA Scotland за лучшую роль в мини-сериале «Каменное Устье». До начала карьеры на телевидении Спенсер играла в театрах на Вест-Энде. В телесериале BBC «Живые и мёртвые» она сыграла роль фотографа, которая становится домохозяйкой.

## Избранная фильмография
| Год  | Название на русском | Название на английском             | Роль             | Примечания                             |
| ---- | ------------------- | ---------------------------------- | ---------------- | -------------------------------------- |
| 2007 | Пять дней           | Five Days                          | Джейми           | Эпизоды «Day Seventy Nine» и «Day One» |
| 2008 | Отель «Вавилон»     | Hotel Babylon                      | Лиз Кейсмор      | Эпизод «Ke Koa Lokomaika'i»            |
| 2008 | Джинн дома          | Genie in the House                 | Кара             | Эпизод «Look to the Future»            |
| 2009 |                     | Angelina Ballerina: The Next Steps | Ангелина Мослинг | Озвучка                                |
| 2014 | По долгу службы     | Line of Duty                       | Карли            | 3 эпизода                              |
| 2014 | Клей                | Glue                               | Тина             | Главная роль; 8 эпизодов               |
| 2015 | Каменное Устье      | Stonemouth                         | Элли Марстон     | Главная роль; 2 эпизода                |
| 2016 | Живые и мёртвые     | The Living and the Dead            | Шарлотта Эпплби  | Главная роль; 6 эпизодов               |
| 2019 | Сэндитон            | Sanditon                           | Эстер Денэм      | Главная роль; 8 эпизодов               |
| 2021 | Золушка             | Cinderella                         | Нарисса          |                                        |